# Terziisko, Burgas
Terziisko (în bulgară Терзийско) este un sat în comuna Sungurlare, regiunea Burgas,  Bulgaria. 

## Demografie
Componența etnică a satului Terziisko
     Bulgari (92,03%)
     Nicio identificare (7,96%)
     Altele (0%)
La recensământul din 2011, populația satului Terziisko era de 113 locuitori. Din punct de vedere etnic, majoritatea locuitorilor (92,03%) erau bulgari. Pentru 7,96% din locuitori nu este cunoscută apartenența etnică.